# آنژی
شهر آنژی (به فرانسوی: Engis) در شهرستان اویی در استان لیئژ در منطقه فدرال والوون در کشور بلژیک واقع شده‌است.